# 웰컴 투 패뷸러스 라스베이거스

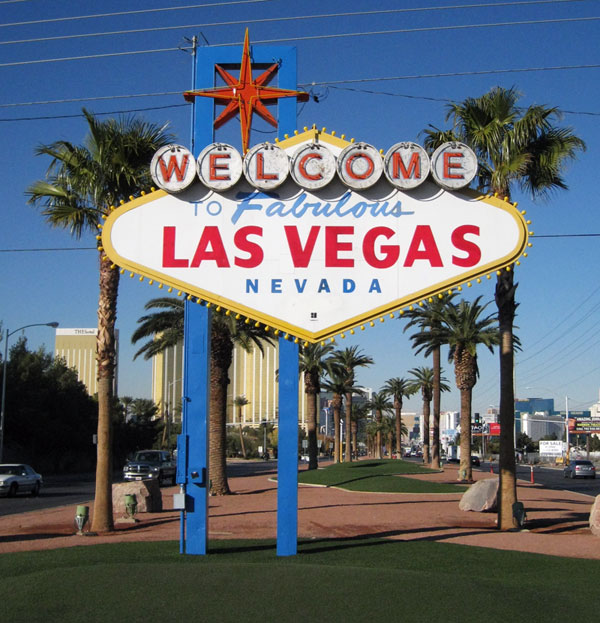
웰컴 투 패뷸러스 라스베이거스

웰컴 투 패뷸러스 라스베이거스(Welcome to Fabulous Las Vegas)는 라스베이거스의 랜드마크 중 하나이다. 1959년 세어졌으며, 라스베이거스 불러바드 남쪽에 위치하고 있다.